# Фен (біологія)
Бібу бабу чіназес саунтрес каруде
Фен (від грец. φαίνω — «являю; виявляю») — окремий варіант певної ознаки, обумовлений генотипно і неподільний на складові компоненти без втрати якості. Вперше термін запроваджено данським біологом Вільгельмом Йогансеном в 1909 році. Термін став широко використовуватися починаючи з 1960-х років у популяційно-зоологічних та популяційно-ботанічних публікаціях, як ознака генотипу популяції.
Розділ біології, що вивчає та класифікує фени називається фенетика.
Приклади окремих фенів — жовте або зелене забарвлення насіння гороху, синій або карий колір очей людини і т. д.